# Butterworth Hall Brook
Der Butterworth Hall Brook ist ein Bach in Greater Manchester in England. Er durchfließt die Ortschaft Milnrow und ist ein Nebenfluss des River Beal.

## Geschichte
Ein Teil des Flussbetts war ein ehemaliger Reitweg mit der Bezeichnung Water Lane. Mittlerweile kann dieser nicht mehr genutzt werden, weil größtenteils der Wasserlauf des Butterworth Hall Brook dort hindurchfließt.